# Diplazium longissimum
Diplazium longissimum là một loài dương xỉ trong họ Athyriaceae. Loài này được Cop.C.Chr. mô tả khoa học đầu tiên năm 1934.
Danh pháp khoa học của loài này chưa được làm sáng tỏ. 